# Marion Bauman
Marion Bauman es una deportista de la RDA que compitió en piragüismo en la modalidad de eslalon. Ganó dos medallas en el Campeonato Mundial de Piragüismo en Eslalon, bronce en 1973 y plata en 1975.

## Palmarés internacional
| Campeonato Mundial | Campeonato Mundial  | Campeonato Mundial | Campeonato Mundial |
| Año                | Lugar               | Medalla            | Competición        |
| ------------------ | ------------------- | ------------------ | ------------------ |
| 1973               | Muotathal (Suiza)   | Medalla de bronce  | K1 por equipos     |
| 1975               | Skopie (Yugoslavia) | Medalla de plata   | K1 por equipos     |